# Grafmonument van Martin Lampe
Het grafmonument van Martin Lampe op de Rooms-katholieke begraafplaats Sint Martinuskerk in de Nederlandse stad Sneek is een rijksmonument.

## Achtergrond
Martijn (Martin) Lampe (1842-1895) was koopman en lid van een uit het Duitse Mettingen afkomstige familie die sinds de 18e eeuw in Sneek in textiel handelt. Hij bleef ongehuwd.

## Beschrijving
Het in 1899 opgerichte grafmonument bestaat uit een beeld van een gekruisigde Christus, geplaatst op een hoge sokkel met neobarokke voluten. In het midden van de sokkel zijn op de vier zijden marmeren ovale plaquettes geplaatst met inscripties. Aan de voorzijde vermeldt het opschrift: 

Bid voor de ziel van zaliger
MARTIN LAMPE
geboren te Sneek den 5 Juni 1842
alhier overleden den
26 September 1895

## Waardering
Het grafmonument werd in 2000 in het Monumentenregister opgenomen, het is "van algemeen cultuurhistorisch belang: vanwege de esthetische kwaliteiten van het ontwerp; vanwege het materiaal en de ornamentiek; als onderdeel van een groter geheel dat cultuurhistorisch van nationaal belang is; vanwege de gaafheid; in relatie tot de visuele gaafheid van het complex."